# 레온치니 소광장

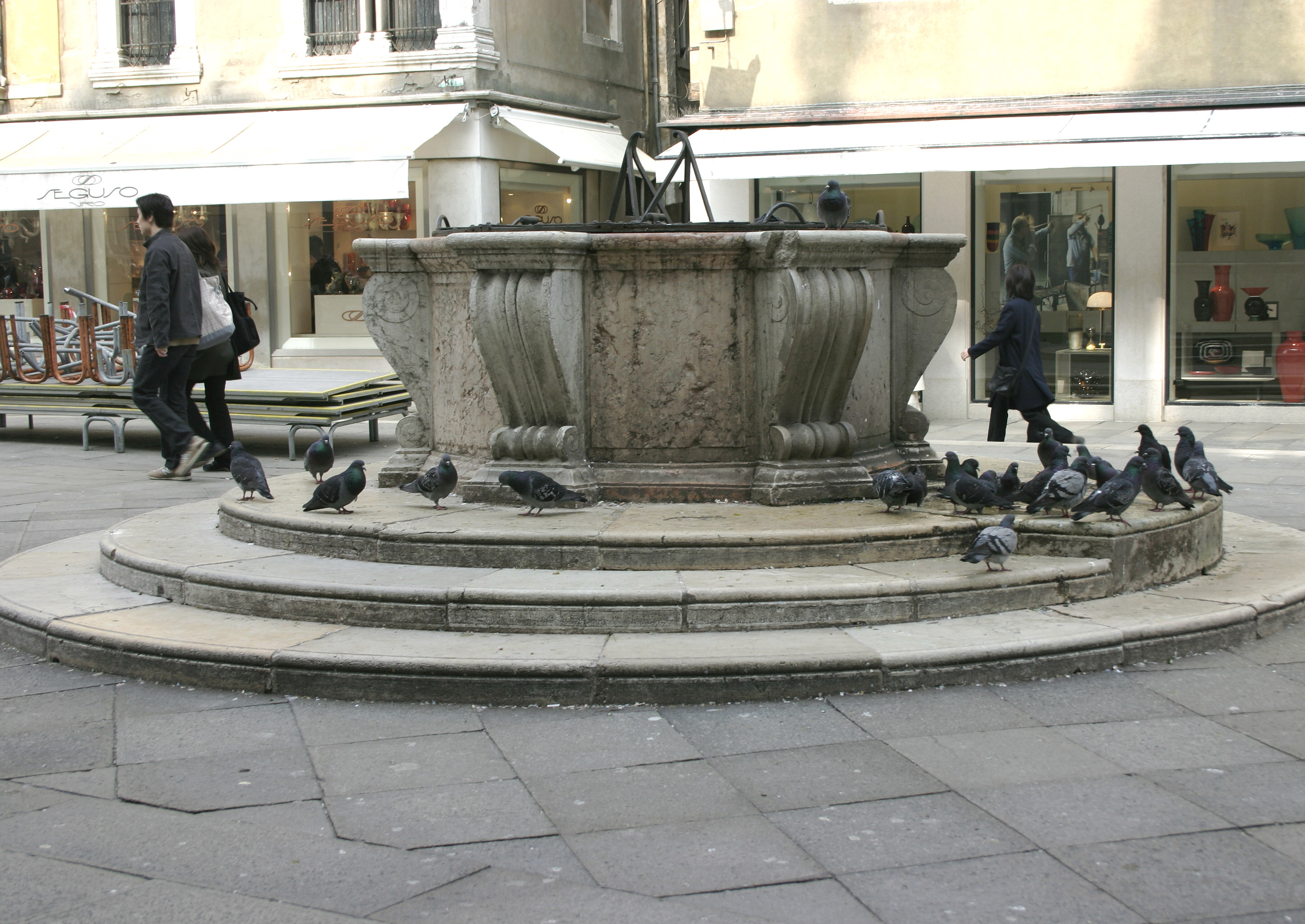
레온치니 소광장

레온치니 소광장(이탈리아어: Piazzetta dei Leoncini 피아체타 데이 레온치니[*])은 이탈리아 북동부 베네치아 산마르코 광장 산마르코 대성당 북쪽에 있는 작은 광장이다. 1722년에 조반니 보나차에 의해 조각된 광장 입구 양쪽에 위치한 두 마리의 대리석 사자상 덕에 붙어진 이름이다. 성당의 동쪽에 접해있는 신고전주의 양식의 건물은 파트리아르칼레 궁전이다.